# Arpajon-sur-Cère
Arpajon-sur-Cère är en kommun i departementet Cantal i regionen Auvergne-Rhône-Alpes i mitten av Frankrike. Kommunen ligger i kantonen Arpajon-sur-Cère som ligger i arrondissementet Aurillac. År 2022 hade Arpajon-sur-Cère 6 363 invånare.

## Befolkningsutveckling
Antalet invånare i kommunen Arpajon-sur-Cère
Referens:INSEE